# Gábor Gergely
Gábor Gergely (Boedapest, 21 juni 1953) is een Hongaars voormalig tafeltennisser. Hij werd in 1975 wereldkampioen dubbelspel en won in 1978 zowel de Europa Top-12 als de Europese kampioenschappen enkel- én dubbelspel.

## Loopbaan
Gergely speelde tot zijn veertiende voetbal bij MTK Budapest, maar stapte door een knieblessure over op tafeltennis. Daarin werd hij getraind door Péter Rózsás, die zelf Europees kampioen gemengd dubbel werd in 1954 en Europees kampioen dubbelspel in 1972, met István Jónyer. Dezelfde Jónyer was drie jaar later Gergyly's kompaan in diens grootste succes in zijn sportloopbaan: het wereldkampioenschap dubbelspel. In 1978 versloeg Gergely Jónyer in de finale van het EK enkelspel. De twee Hongaren stonden in 1979 opnieuw samen op het hoogste podium om de wereldtitel voor landenteams in ontvangst te nemen.
Gergely speelde in 1970 voor het eerst voor het Hongaarse nationale team. Hij nam deel aan vijf EK's, zes WK's, twee World Cups en zeven jaargangen van de Europa Top-12. Na zijn loopbaan als sporter, werkte de Hongaar onder meer op de sportredactie van een krant en als tv-verslaggever bij tafeltenniswedstrijden.

## Erelijst
Belangrijkste resultaten:
- Wereldkampioen dubbelspel 1975 (met István Jónyer)
- Wereldkampioen landenteams 1979 met Hongarije (zilver in 1981, brons in 1983)
- Winnaar Europa Top-12 in 1978
- Europees kampioen enkelspel 1978
- Europees kampioen dubbelspel 1978 (met Milan Orlowski), zilver in 1982 (met István Jónyer)
- Europees kampioen landenteams 1978 en 1982
- Winnaar European Fair Cities Cup (voorloper van de ETTU Cup) 1978, met BVSC Budapest
- Winnaar European Club Cup of Champions (voorloper van de European Champions League) 1980, met BVSC Budapest